# Julia Nowicka
Julia Nowicka, född 21 oktober 1998 i Częstochowa, Polen är en volleybollspelare (passare).
På klubbnivå har Nowicka spelat med SMS PZPS Szczyrk, BKS Stal Bielsko-Biała, Budowlani Łódź och Allianz MTV Stuttgart. 
Med Lodz vann hon polska supercupen 2020.
Hon har spelat med de olika ungdomslandslagen vid U18-VM 2015 och U20-VM 2017. Med seniorlandslaget har hon deltagit vid bl.a. Volleyball Nations League 2018 och EM 2021.